# Мельниця-Мала
Мельниця-Мала (пол. Mielnica Mała) — село в Польщі, у гміні Скульськ Конінського повіту Великопольського воєводства.
Населення — 46 осіб (2011).
У 1975-1998 роках село належало до Конінського воєводства.

## Демографія
Демографічна структура станом на 31 березня 2011 року:
|          | Загалом | Допрацездатний вік | Працездатний вік | Постпрацездатний вік |
| -------- | ------- | ------------------ | ---------------- | -------------------- |
| Чоловіки | 21      | 4                  | 10               | 7                    |
| Жінки    | 25      | 3                  | 14               | 8                    |
| Разом    | 46      | 7                  | 24               | 15                   |